# Willi Wagner (Leichtathlet)
Wilhelm „Willi“ Wagner (* 3. Oktober 1941 in Neustadt an der Weinstraße) ist ein ehemaliger deutscher Hindernisläufer (3000 m).

## Leben
Nachdem Wagner bei den Deutschen Leichtathletik-Meisterschaften 1967 in Stuttgart beim Lauf über 3000 m Hindernis die Bronzemedaille gewonnen hatte, verbesserte er sich bei den Deutschen Meisterschaften 1968 in Berlin um einen Rang. Als deutscher Vizemeister zu den Olympischen Sommerspielen 1968 in Mexiko-Stadt angereist, schied er jedoch im Vorlauf aus. Bei den Deutschen Leichtathletik-Meisterschaften 1969 in Düsseldorf gewann er erstmals in seiner Spezialdisziplin.
1971 in Stuttgart erreichte er wieder die Vizemeisterschaft und nahm an den Leichtathletik-Europameisterschaften teil. Als Deutscher Meister 1972 war er im selben Jahr Teilnehmer an den Olympischen Sommerspielen in München, schied allerdings auch hier im Vorlauf aus. In den zwei Folgejahren gewann Wagner bei den deutschen Meisterschaften jeweils die Bronzemedaille.